# Tahelouante
Tahelouante  (in arabo تاهلوانت‎?) è un centro abitato e comune rurale del Marocco situato nella provincia di Essaouira, regione di Marrakech-Safi. Conta una popolazione di 3 919 abitanti (censimento 2014).